# Complètement à cran
Complètement à cran (Folk med ångest) est une mini-série télévisée suédoise en 6 épisodes créée par Felix Herngren d'après le livre de Fredrik Backman, et diffusée à partir du 29 décembre 2021 en France sur Netflix.

## Synopsis
À l'âge de treize ans, Jack assiste au suicide d'un homme qui se jette en haut d'un pont. Une dizaine d'années plus tard, Jack est devenu policier, comme son père Jim. Alors qu'ils se disputent dans la rue au sujet de la sœur de Jack, Jill, un braquage a lieu dans une banque. La banque ne possédant pas de liquidités, le braqueur s'enfuit et se réfugie dans un appartement en vente. Il prend les visiteurs de l'appartement en otages : Roger et Anna-Lena, un couple d'acheteurs, Julia et sa femme Ro, Zarah, une banquière, Lennart, un comédien, et Estelle, une charmante vieille dame.
Le soir, les otages sont libérés, mais le braqueur est introuvable, alors que le bâtiment est cerné et que l'appartement a été fouillé. Jack commence à penser que le braqueur se trouve en fait parmi les otages libérés.

## Distribution
- Alfred Svensson (VF : Adrien Larmande) : Jack
- Dan Ekborg (VF : Michel Dodane) : Jim
- Anna Granath (VF : Karine Texier) : Zarah
- Leif Andrée (VF : Jean-François Aupied) : Roger
- Marika Lagercrantz (VF : Anne Deleuze) : Anna-Lena
- Per Andersson (VF : Thibaut Lacour) : Lennart
- Lottie Ejebrant (VF : Colette Marie) : Estelle
- Carla Sehn (VF : Pauline Ziadé) : Julia
- Petrina Solange (VF : Déborah Claude) : Ro
- Sofia Ledarp : l'agente immobilière
- Sascha Zacharias (VF : Margaux Maillet) : Liv

 Source et légende : version française (VF) sur RS Doublage et le carton de doublage français.

## Épisodes
1. En cours d'examen
2. Dans la nature
3. Qui a dit que ce serait facile ?
4. La huitième personne
5. Un chat allergique à la fumée
6. Sachez que ce n'est pas de votre faute